# Щелінєць Великий
Щелінєць Великий (пол. Szczeliniec Wielki, в XIX столітті також пол. Siennica, після 1945 року пол. Strzaskany і Spękany, пол. Stołowiec,  нім. Große Heuscheuer, чеськ. Velká Hejšovina) — найвища вершина (919 м над рівнем моря) в Столових Горах, на терені національного парку Столові Гори. Належить до Корони польських гір і є однією з найбільших туристичних визначних пам'яток Судетів, з ландшафтним заповідником і оглядовими терасами з панорамою Судетів. Найвища точка — Крісло Прадіда (пол. Fotel Pradziada). 

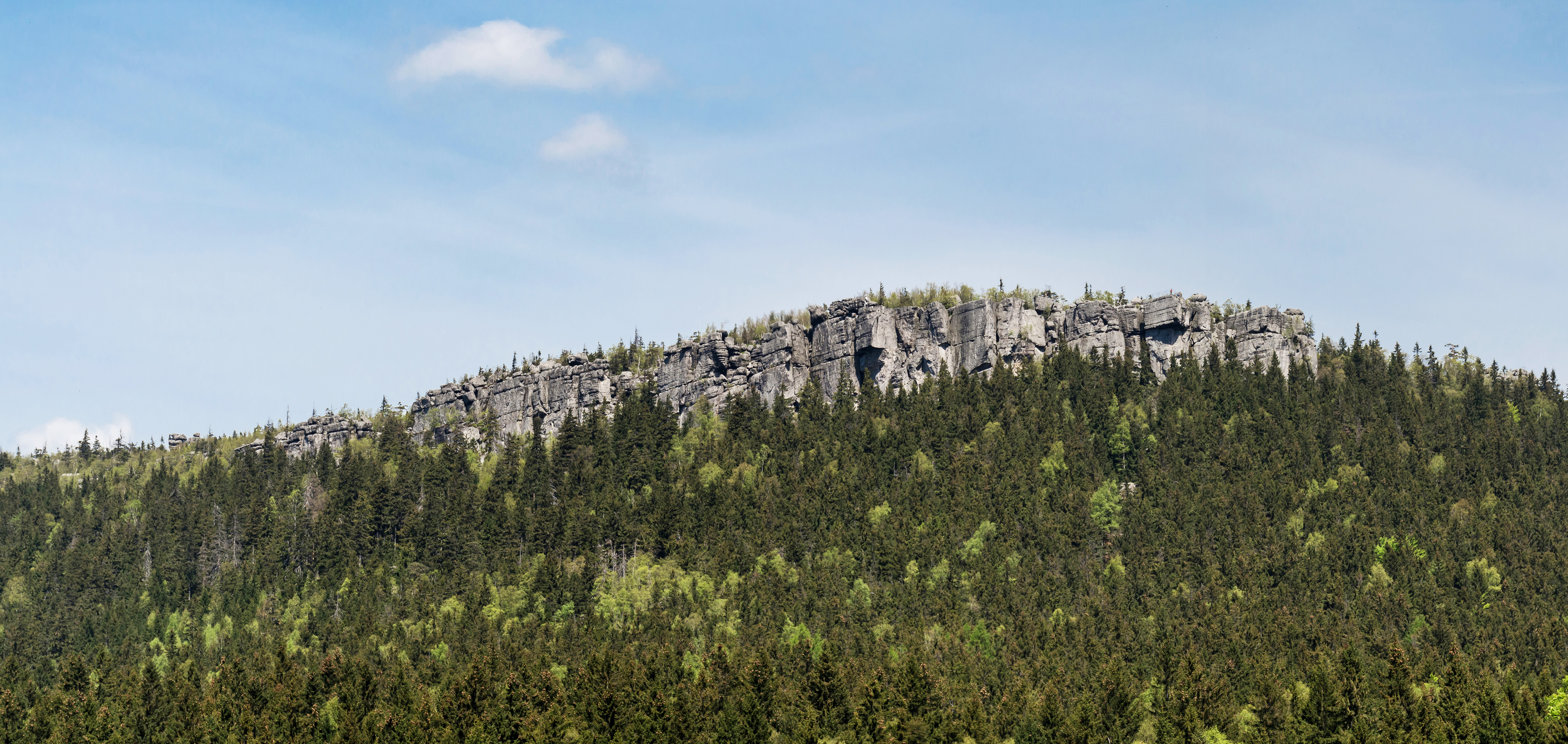
Вершина Щеліньца Великого

## Геологія
Щелінєць Великий, як і всі Столові гори, збудований з порід пізньої крейди, головним чином пісковика тесаного . Вони виникли в морському середовищі. 

## Щелінєць Малий
Знаходиться дуже близько до Щелінця Великого — трохи нижчий, але однаково розлеглий масив Щелінця Малого. Щелінєць Малий знаходиться під суворим захистом і повністю закритий для туристичного руху, хоча до середини 80-х років XX  століття туди було дозволено підніматися за умови кваліфікації альпіністів. 

## Місцевість
Незважаючи на невелику висоту, цю вершину видно здалеку як трапецієподібний скельний блок, покритий хвойним лісом. Поверхня вершини пісковика вивітрюється і розтріскується, завдяки чому вона створює різноманітні форми гірських порід, що нагадують людей і тварин (Верблюд, Мамонт, Слон, Квочка, Мавпа, Собака, Черепаха, Сова, Крісло Прадіда) та глибокі ущелини та коридори (Пекло, Чортова кухня)) утворення гірського лабіринту. Цікавинкою є дві скелі, т. зв. балансуючі скелі: Колиска Принцеси Емілки та Серце Гірського Духу, котрі, незважаючи на значну вагу, можна рухати невелеким зусиллям. Усередині численних коридорів панує своєрідний мікроклімат, а місцями сніг тримається до липня. 

## Історія
Силует Щелінця, чудово видний і впізнаваний з околиць Клодзька, Бистриці чи чеського Находу, вже  у далекі часи міг бути об'єктом орієтаційним, пов'язаним з перебігом давнього шляху, що з'єднує країни по обидва боки Судет. У старій німецькій назві Heuscheuer бачили навіть прагерманське походження; незалежно від правдивості цієї етимології, більш давні назви підкреслювали характерну форму гори, котру видно здалеку . Перший відомий слід людської присутності на вершині був залишений у 1576 році. На скелі, відомій як Крісло Прадіда, був вирізаний напис IHSV 1576 (In hoc signo vinces — Ви переможете під цим знаком, ймовірно, залишок хреста, встановленого там). Під час Тридцятилітньої війни (1618–1648 рр.) скелі Щелінця, ймовірно, служили притулком для переслідуваних протестантів. Біля підніжжя сусіднього Щелінця Малого з сторони Пастерки, на рубежі 1790/1791 років, перед очікуваним конфліктом між Пруссією та Австрією, була побудований форт Батарея над Пастеркою. 
З кінця XVIII століття вершина ставала все більш відомим туристичним об'єктом. Його відвідали багато відомих особистостей, в тому числі Прусський король Фрідріх Вільгельм II, Йоганн Вольфганг фон Гете, а потім депутат у Пруссії, пізніше президент США Джон Квінсі Адамс (25 серпня 1800 р.). 

## Туризм
Завита стежка, що веде на вершину, складається з 665 сходів, прокладених у 1814 році Францем Пабло, солтисом ближнього Карлува, першим путівником, автором першої брошури про Щелінець. З півночі стежка веде з Пастерки на перевал між Щелінцями. На круговому, односторонньому маршруті довжиною приблизно 5 км, що проходить верховиною Щелінця, є також туристичне сховище ПТТК «На Щеліньцю», побудоване у 1846 році в тирольському стилі (тоді як швейцарський). Вступ до заповідника, включаючи верхні частини гори, оплачується протягом туристичного періоду. 
Кругова стежка починається і закінчується біля платної стоянки в Карлуві. 

## Цікавинки
На Щелінцю, а точніше в ущелині Пекло, знято фільм «Хроніки Нарнії: Принц Каспіан».

## Галерея

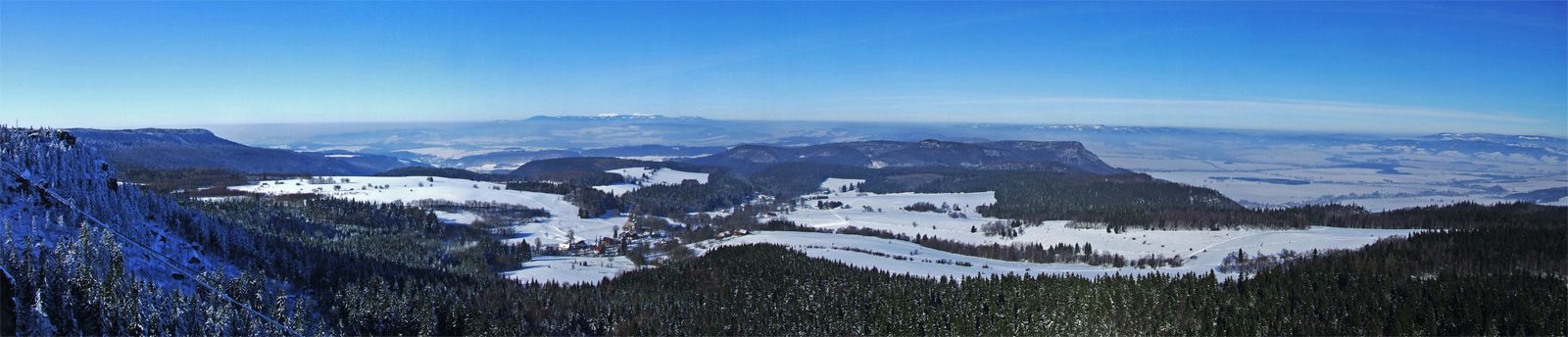
Зимова панорама з Щелінця Великого

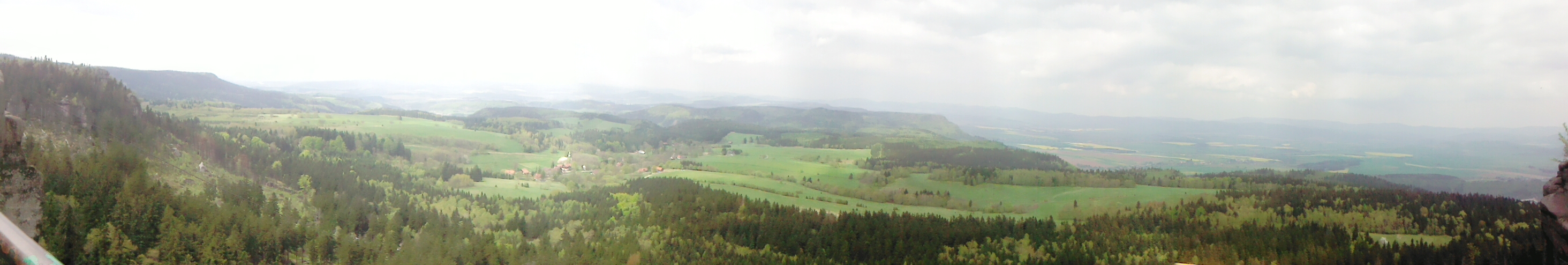
Літня панорама з Щелінця Великого